# Schollberg
Schollberg är en bergstopp i Schweiz.   Den ligger i regionen Prättigau/Davos och kantonen Graubünden, i den östra delen av landet, 180 km öster om huvudstaden Bern. Toppen på Schollberg är 2 570 meter över havet, eller 247 meter över den omgivande terrängen. Bredden vid basen är 2,2 km.
Terrängen runt Schollberg är huvudsakligen bergig, men åt sydost är den kuperad. Närmaste större samhälle är Klosters Serneus, 9,7 km söder om Schollberg. 
I omgivningarna runt Schollberg växer i huvudsak blandskog. Runt Schollberg är det ganska glesbefolkat, med 47 invånare per kvadratkilometer.